# Şāleḩābād (ort i Ilam)
Şāleḩābād (persiska: صالِح آباد, صالح آباد) är en ort i Iran.   Den ligger i provinsen Ilam, i den västra delen av landet, 500 km sydväst om huvudstaden Teheran. Şāleḩābād ligger 622 meter över havet och antalet invånare är 1 934.
Terrängen runt Şāleḩābād är kuperad åt nordväst, men åt sydost är den platt. Runt Şāleḩābād är det glesbefolkat, med 15 invånare per kvadratkilometer. Şāleḩābād är det största samhället i trakten. Omgivningarna runt Şāleḩābād är i huvudsak ett öppet busklandskap.